# Charles S. Fairchild
Pour les articles homonymes, voir Fairchild.
Charles Stebbins Fairchild, né le 30 avril 1842 à Cazenovia (État de New York) et mort le 24 novembre 1924 au même endroit, est un homme politique américain. Il est secrétaire du Trésor entre 1887 et 1889 dans la première administration du président Grover Cleveland.

## Sources
- (en) Cet article est partiellement ou en totalité issu de l’article de Wikipédia en anglais intitulé « Charles S. Fairchild » (voir la liste des auteurs).